# Therapia (imbarcazione 1902)
La Therapia è stata una nave passeggeri tedesca. Prodotta ad Amburgo nel 1902, fu l'unica nave passeggeri sulla Deutssche Levante-Linie (DLL), utilizzata in servizio a Odessa. Nel 1906, la NDL acquistò la nave per la linea Marsiglia-Batumi.
Fu tra le prime navi civili a prestare soccorso dopo il disastroso terremoto calabro-siculo.